# Сосновских, Сергей Александрович
Сергей Александрович Сосновских — сотрудник Министерства внутренних дел Российской Федерации, прапорщик милиции, погиб во время Второй чеченской войны, кавалер ордена Мужества (посмертно).

## Биография
Сергей Александрович Сосновских родился 23 июня 1970 года в городе Сургуте Ханты-Мансийского автономного округа. В марте 1991 года поступил на службу в органы Министерства внутренних дел СССР. К началу 2000-х годов служил милиционером в группе наружного наблюдения взвода патрульно-постовой службы милиции Межмуниципального отдела внутренних дел «Советский» Ханты-Мансийского автономного округа.
19 марта 2002 года Сосновских был направлен в командировку в зону контртеррористической операции на Северном Кавказе. Участвовал в операциях по борьбе с незаконными вооружёнными формированиями и уголовными проявлениями, проведении мероприятий по охране общественного порядка в столице Чеченской Республики — городе Грозном. Вместе со своими коллегами нёс службу в составе временного отдела внутренних дел Октябрьского района Грозного.
29 мая 2002 года служебный автомобиль «УАЗ», в котором находился Сосновских, во время следования по улице Ханкальской был взорван радиоуправляемым фугасным взрывным устройством. В результате этого двое милиционеров получили ранения различной степени тяжести, а прапорщик милиции Сосновских от полученных ранений скончался на месте.
Указом Президента Российской Федерации от 4 августа 2004 года прапорщик милиции Сергей Александрович Сосновских посмертно был удостоен ордена Мужества. Навечно зачислен в списки личного состава ОВД Советского района Ханты-Мансийского автономного округа.

## Память
- В честь Сосновских названа улица в городе Советском Ханты-Мансийского автономного округа.